# Nam Ji-hyun (cantante)
Nam Ji-hyun (남지현?; Daegu, 9 gennaio 1990) è una cantante e attrice sudcoreana, ex membro del gruppo musicale 4Minute.

## Biografia
Nam Ji-hyun nasce il 9 gennaio 1990 a Seul, in Corea del Sud. Attualmente sta studiando presso la Sangmyung University, specializzandosi in balletto. È stata una tirocinante alla JYP Entertainment per due anni prima del contratto con la Cube Entertainment ed entrare nelle 4Minute. È l'unica del gruppo a non aver mai cantato da solista.

## Carriera

### 4Minute
Nam Ji-hyun fu annunciata dalla Cube Entertainment come membro e leader della band a maggio 2009. La Cube Entertainment pubblicò un'anteprima per il loro primo singolo "Hot Issue" il 10 giugno, singolo che debuttò poi il 18 giugno nel programma televisivo M! Countdown. Il 20 agosto 2009 il gruppo pubblicò il loro primo EP For Muzik, insieme al secondo singolo "Muzik". Dopo il periodo di promozione, il gruppo pubblicò un nuovo EP intitolato Hit Your Heart, uscito il 19 maggio 2010. Dopo quasi un anno di pausa, il gruppo pubblicò il loro primo album coreano dal titolo 4Minutes Left. L'album e i loro due singoli promozionali mantennero la loro posizione nelle top 10 di varie classifiche coreane. Dopo la promozione del primo album, il gruppo si concentrò sulle attività in Giappone. Il gruppo tornò il 9 aprile 2012 con un terzo EP, Volume Up, che arrivò in cima alle classifiche musicali. Il 26 aprile 2013 pubblicarono il quarto EP Name Is 4Minute. Il 17 marzo 2014 pubblicarono il quinto EP 4Minute World.

### Attività in solitaria
Il 14 ottobre 2010, Nam Ji-hyun fece una breve apparizione nel film thriller Sim-ya-ui FM con HyunA. Il 7 dicembre dello stesso anno debuttò nella serie Gwaenchanha, appa ddal nel ruolo di Shin Hae Dom, una studentessa di legge. Il 14 febbraio 2011 apparve nel video musicale del brano "You Are the Best of My Life" di Lee Hyun, insieme a Jung Juri.
Nel luglio 2011 entrò nel cast della serie A Thousand Kisses nel ruolo di Jang Soo Ah, la sorella minore di Jang Woo Jin, interpretato da Ryu Jin. Ad ottobre 2012 partecipò al reality show The Romantic & Idol con Jun. K dei 2PM, e al varietà She and Her Car. A febbraio 2013 ottenne il ruolo di Seo Yeong, la migliore amica di Yoo Eun Chae, nella serie Salang-gwa jeonjaeng 2. A ottobre 2013 fu la protagonista, insieme a Sungyeol degli Infinite, del drama Love Poten - Sunjeongui sidae. Il 29 aprile 2014 fu scelta per il cast del drama High School - Love On, ma successivamente rifiutò per via di altri impegni. A luglio apparve nel primo episodio della serie Marriage, Not Dating, mentre a settembre recitò nella serie web Yeonaesepo.

## Discografia
Di seguito, le opere di Nam Ji-hyun come solista. Per le opere con le 4Minute, si veda Discografia delle 4Minute.

### Collaborazioni
- 2013 – Only You (con Ji-yoon)
- 2013 – You Are A Miracle (con il 2013 SBS Gayo Daejun Friendship Project)[25]

## Filmografia

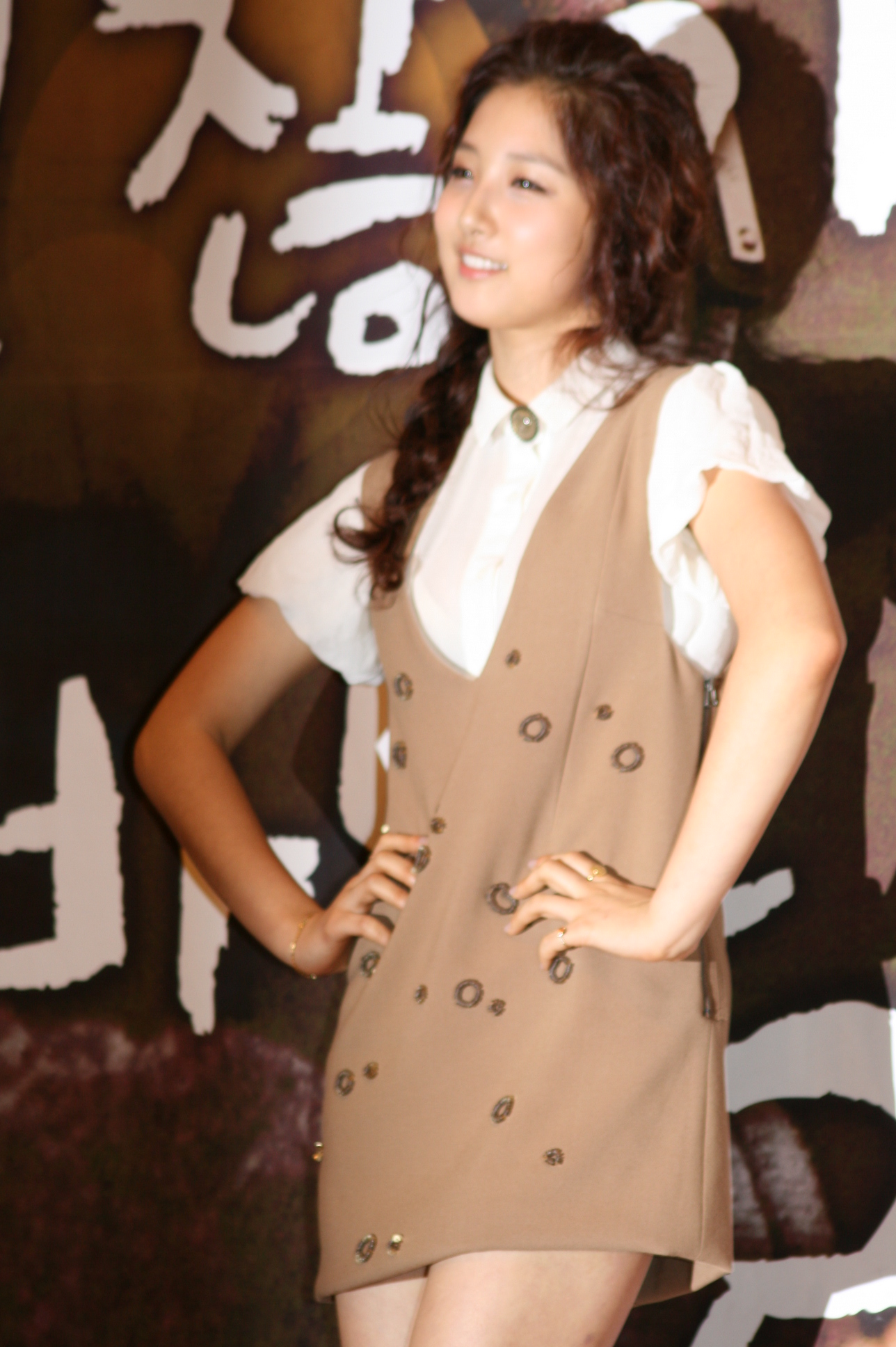
Nam Ji-hyun a novembre 2010.

### Cinema
- Sim-ya-ui FM (심야의 FM), regia di Kim Sang-man (2010)
- The Youth (2014)
- Eojjeoda, gyeolhon (어쩌다, 결혼?), regia di Park Ho-chan e Park Soo-jin (2019)

### Televisione
- Gwaenchanha, appa ddal (괜찮아, 아빠 딸) – serie TV (2010)
- A Thousand Kisses (천번의 입맞춤) – serie TV (2011)
- Pandayang-gwa goseumdochi (판다양과 고슴도치) – serie TV (2012)
- Jesambyeongwon (제3병원) – serie TV (2012)
- Monstar (몬스타) – serie TV (2013)
- Salang-gwa jeonjaeng 2 (사랑과 전쟁 2) – serie TV (2013)
- Love Poten - Sunjeongui sidae (러브포텐 - 순정의 시대) – serie TV (2013)
- Marriage, Not Dating (연애 말고 결혼) – serie TV, episodio 1 (2014)
- Yeonaesepo (연애세포) – serie web (2014)

## Videografia
Oltre che nei videoclip delle 4Minute, Nam Ji-hyun è apparsa anche nei seguenti video:
- 2011 – You Are the Best of My Life, videoclip di Lee Hyun
- 2012 – Love Virus, videoclip dei BTOB
- 2012 – Beautiful My Lady, videoclip dei ZE:A
- 2012 – Win The Day, videoclip del singolo di Team SIII (2PM, 4Minute, MBLAQ, miss A, Dal Shabet, Sistar, ZE:A, Nine Muses e B1A4)
- 2013 – When You Leave Me, videoclip dei M4M